# Dasychira mulleri
Dasychira mulleri är en fjärilsart som beskrevs av Ebert 1968. Dasychira mulleri ingår i släktet Dasychira och familjen tofsspinnare. Inga underarter finns listade i Catalogue of Life.